# Българи
 Тази статия е за българския етнос.  За гражданите на Република България вижте Население на България.  За други значения вижте Българи (пояснение).
Българин пренасочва насам.  За други значения вижте Българин (пояснение).
Българите са южнославянски народ, живеещ на Балканския полуостров, чийто майчин език е българският. Освен в България, български емигрантски общности живеят в редица европейски страни като Германия, Испания, Гърция, Великобритания, Италия, Франция, Португалия, Русия, Австрия, Кипър, Чехия, Нидерландия, както и в САЩ, Канада, Аржентина, Бразилия, Израел, ЮАР, Австралия и Нова Зеландия. Исторически български общности живеят в някои балкански и в други страни съседни на региона като Украйна, Молдова и Унгария.

## Географско разпределение
Повечето българи живеят в България, където са около 5,1 милиона съставляват между 80 и 85% от населението. Броят на българските емигранти, напуснали страната от средата на XX век, се оценява на повече от 500 000 души. Според доклад на института „Отворено общество“, който се позовава на данни от преброяването на населението в България и Европа от 2011 г., българите в чужбина са малко над 1 милион души. ООН, която събира данни за населението на всички страни и ги обобщава на всеки 5 години, определя, че зад граница живеят 1 180 000 българи. Евростат посочва около 1 300 000 души. Сега българите емигранти със своите потомци, емигрирали през всички периоди, са около 1 500 000. През 2011 г. Министерството на външните работи е посочило общ брой на българите по света 2 018 792, като отбелязва, че емигрантите са се увеличили с около 400 000. Страните с най-много български емигранти са Съединените щати, Германия, Испания, Великобритания, Аржентина, Гърция, Бразилия, Италия, Канада, Франция, Белгия, Русия, Нидерландия, Южна Африка, Австралия, Нова Зеландия, Австрия и Дания. Според по-нови сведения от 2019 г. в чужбина живеят между 3 299 646 и 3 410 293 българи. Български общности в чужбина – етнически, емигрантски, студентски и др., има в около 70 страни. Повечето от тях са създали организации, които имат най-различни цели. Българските културно-просветни организации водят началото си от една от първите български организации по света – „Българска седянка“ в Прага (1880). През 2000 г. по идея на инж. Антон Стамболийски е създаден Международен съюз на българите, живеещи в Средна Европа, със седалище в Прага. В Съюза членуват българските дружества от Австрия, Чехия, Унгария, Словакия, Полша и като гост – Румъния.
Исторически български общности живеят в Северна Македония, Украйна, Молдова, Сърбия, Румъния, Унгария, Албания, Косово и Гърция. Компактни български общности, които живеят на територията на по няколко страни, са бесарабските и банатските българи, потомци на бежанци след различни войни и въстания по време на Османската империя. Официално признати български малцинства има в Украйна, Молдова, Сърбия, Чехия, Румъния, Унгария и Албания. Официално според властите на Северна Македония по преброяване в 2021 г. като българи се определят 3504 души, но десетки хиляди северномакедонски граждани вече имат българско гражданство, което са получили на базата на деклариран български произход, а хиляди други очакват да получат такова. Като част от българския милет, по-голямата част от славяноезичното население в днешна Северна Македония, както и това в днешна Северна Гърция, е имало българско самосъзнание до началото на ХХ век.

## Етноним
От Възраждането думата „българи“ се използва за обозначаване както на народностната (или етническа) група българи, така и за гражданите на новата българска държава. От юридическа гледна точка термините „българин“ и „български гражданин“ имат различен смисъл, тъй като българи могат да бъдат също чуждестранни граждани с български произход и национално съзнание. Същевременно, български граждани могат да бъдат също лица с небългарска етническа принадлежност.
По официални данни само в 7 страни има над 50 000 български граждани: Турция (366 000), Германия (310 000), Испания (125 000), Великобритания, Гърция, САЩ, Италия. Общо в тези държави живееят над 1,1 милиона българи. По други данни от 2019 г. над 50 000 българи има в 16 държави: Украйна (600 000), Германия (416 000), Турция (350 000), САЩ (300 000), Испания (250 000), Гърция (200 000 – 250 000), Великобритания (200 000), Канада (180 000), Италия (100 000), Молдова (90 000), Аржентина (75 000 – 80 000), Франция (60 000 – 80 000), Португалия (70000), Бразилия (60 000), Русия (50 000), Израел (50 000).
По други данни от 2015 г. българската емиграция се разпределя в следните групи:
- Европейски съюз – 606 528 (56 %)
- Турция – 378 658 (35 %)
- САЩ, Канада и Австралия – 103 774 (9 %).

## Произход
Според най-разпространената теория българската народност се формира в резултат на сливането на три племенни общности на Балканския полуостров в периода VI – X век – траки, славяни и прабългари. На практика етногенезисът на днешния български народ е по-комплексен. През VI-VII век източната подгрупа от южните славяни заселва римските провинции Мизия, Тракия и Македония, където се смесва със завареното византийско население (основно потомци на елинизирани и романизирани траки, гети и илири, както и на други заселили се по-късно по тези места народи, като готи, скити, римляни, келти и елини). Втората фаза в образуването на етническия облик на съвременния български народ започва със създаването на Дунавска България от Аспаруховите прабългари и със заселването на Куберовите прабългари в днешна Северна Македония през VII век, преминава през унифицирането на правото, административното устройство в държавата от хан Крум (803 – 814 г.) и завършва през IX-X век с приемането на християнството за единна религия и въвеждането на старобългарския език за официален в страната. През първата половина на следващото хилядолетие към етногенезиса на българите допринасят власи, гърци, албанци, кумани, печенеги и други индоевропейски и тюркски народи прииждащи към българските земи.

## Антропологични и ДНК проучвания
Според остарели расови квалификации на антрополози от 20 век, българите са народ от преобладаващ алпийски, динарски или средиземноморски расов тип. Според национално проучване на Петър Боев най-разпространен е средиземноморският тип, следван от северните (нордически и балтийски), а понтийският, динарският и алпийският са по-редки. Според него средиземноморският тип се среща се главно в Тракия и по Черноморието. Северните антропологични типове се срещат навсякъде из страната, като са представени с два подтипа: западнобалтийският и източнобалтийски. Понтийският тип най-често се среща в Североизточна България. Динарският антропологичен тип в най-голям процент се среща в планините на Западна България и Родопите. Aлпийският антропологичен тип се среща в България в малък процент. Монголоидни белези се срещат в Североизточна България, в Кърджалийско и в Шоплука.
Сред населението в Северна България се наблюдава ясно изразен брахикефалният тип (малко лице) и долихокефален (средно лице) в останалата част. Стойностите поставят повечето българи в групата на средновисоките на ръст. Пигментацията на българите е преимуществено тъмна, въпреки че българите имат по-светла пигментация от гърците. Според статистика от 20 век 42 – 47% от българите са от тъмен тип, 9 – 12% са от рус тип, а 43 – 46% са междинен (светлокоси и тъмнооки или обратното).
След развитието на популационната генетика през 21 век започват изследвания на българския ДНК-профил. Установено е, че той се доближава до този, описан при повечето европейски популации. Българският генетичен фонд носи следи от постледникова реколонизация от различни убежища, както и от експанзията на неолитните земеделци от Близкия изток. Според резултатите от анализа на Y-ДНК и мтДНК, българите принадлежат към групата на европейските популации, но са разположени малко встрани от основното ядро. Генетично днешните българи са по-тясно свързани с някои балкански популации (македонци, сърби, румънци, черногорци) отколкото с останалите европейци. Според автозомни анализи, съседните гърци имат по-голяма генетическа дистанция спрямо българите отколкото народи като чехи и словаци, а съседните турци още по-голяма. Според различни митохондриални анализи българите са най-сходни с поляци, чехи или унгарци. Генетичните тестове извеждат като основни фактори за биологично сходство или различие географската близост, съответно – географските бариери, докато употребата на сходен език в случая с българите има по-малко значение.
Според изследване на ДНК-материал от стари погребения, публикувано от Cell Press през 2023 г., фокусирано върху демографското развитие на Балканския полуостров през първото хилядолетие от н.е., което ги сравнява с ДНК профилите на днешното население от Балканите, се установява, че днешните българи, както и всички останали популации в региона, са били засегнати от два основни процеса, настъпили след края на желязната епоха: първо, след като римската държава е превзела района, се установява значителен приток на хора, чийто генетичен профил съответства на този на съвременните западноанадолски и севернолевантински популации. Дали те са пристигнали там директно или през Италия, където подобно развитие е установено от предишни проучвания, остава неизвестно. Знае се обаче, че тези популации са оставили сериозен отпечатък върху днешните българи, като около 24% от тяхната ДНК е наследена от това население от римската епоха с източносредиземноморско потекло. Второ, това е демографски процес, за който е установено, че е в ход до около 700 г. сл. н. е. и пренася родословие, близко до това на днешните източноевропейски славяноезични популации, който допринася  още по-значимо за днешния български геном, формирайки според горепосочения модел около 51% от него. Освен това в днешния български геном са открити следи от по незначителен принос от човешка експанзия датирана от периода на бронзовата до желязната епоха на Балканите, свързана с преселение на хора от Източния Анадол, на което се придава като тежест около 6% от днешния български геном. Изследването установява и наличие в първата половина от периода на преселници от Централна и Северна Европа, както и на такива от степите в зоната от Северното Причерноморие до Казахстан. Следите от тези хора обаче почти се губят след 700 г. без да оставят сериозен генетичен отпечатък сред днешните българи.

## Създаване на българската народност
Покръстването и приемането на старобългарския език за официален през IX век са последните етапи в създаването на българската народност. Така през X век християнизираните и славянизирани останки от прабългари, завареното население, както и трансформираните славяни окончателно се сливат в българската народност. Нейният език се класифицира като южнославянски. След завладяването на Първата българска държава от Византия в началото на XI век на територията на страната отново се заселват компактни маси от ромеи. Попаднала след своето утвърждаване под чужда власт, българската народност се лишава от един от основните етнообразуващи фактори – държава. Тя е получила обаче вече достатъчно вътрешна сила и устойчивост, за да може да продължи самостоятелното си съществуване и при изменилите се и твърде неблагоприятни за нейното развитие обстоятелства. По време на близо двувековното византийско владичество действува изградената вече „историческа памет“ на българите. В терминологично отношение това означава постепенно налагане на народностното име „българи“.

## Османско владичество
С ликвидирането на Втората българска държава в края на XIV век населените с българи земи минават под управлението на Османската империя. Освен държавата е ликвидирана и самостоятелната Българска патриаршия, в резултат на което настава значителен духовен и етнорелигиозен упадък.
По време на османското владичество не се е боравило с етнически категории в процеса на администриране. Населението било разделено на религиозни общности: правоверни (мюсюлмани) и неверници (християни), включени в законово признати религиозни общества (миллети). Такива били мюсюлманския миллет и източноправославния – рум миллет. Като част от рум миллета, българите без съмнение имали съзнанието, че принадлежат към отделна етническа общност, но тя не създавала толкова силни чувства на привързаност. По време на османската власт по данни на западни пътешественици българите формират слугинската маса на раята. Те са потискани, особено в провинцията, невежи са и са непривилегирована част от населението. По-голямата част от тях живеят в селата. Населението било подложено на продължителна асимилация. Тя била осъществявана чрез ислямизация, която била както насилствена, така и доброволна. Освен това българите станали жертва на религиозна, политическа, икономическа и юридическа дискриминация. В резултат народът започнал постепенно да губи етническата си идентичност и към средата на 18 век българският дух останал съхранен предимно в изолираните манастири. Българите се изселили по отдалечени села, разположени в планинските местности, а в градовете преобладавало ислямско (вкл. ислямизирано), гръцко (вкл. гърчеещо се) и еврейско население. Според някои автори като Петър Мутафчиев, българите загубили почти напълно народностното си съзнание в края на 18 век, а според други като Христо Гандев те без съмнение имали съзнанието, че принадлежат и към отделна етническа общност, но тя не създавала толкова силни чувства на привързаност и лоялност каквато религиозната им принадлежност. Тогава българите са част от т. нар. рум миллет и се възприемат по-скоро като християни, а родината им се простира до границите на землището на родното им селище. Според трети учени, понятието „българин“ тогава не е само етническа категория, а има и социално-битово значение. С него се отъждествяват говорещите на български език православни селяни, формиращи по-ниско образована прослойка, занимаваща се предимно със земеделие или скотовъдство. В този смисъл българите губят своя „статут" като отделна и самостоятелна народностна общност. Те се третират от завоевателите просто като друговерски имперски поданици, намиращи се под опеката на Цариградската патриаршия. Самите османци, част от т. нар. ислямски миллет са наричали българите: „рая“, т.е. обикновени селяни, простолюдие, както и „зимми“, т.е. „хора на писанието“ или „урум“ (православни). Изповядващите исляма също наричат по онова време практикуващите други религии пренебрежително „гяури“, което означава „хора, които не изповядват правата вяра“, „неправоверени“.
След Великата френска революция, през XIX век започва възход на национализма в Европа, включително и в Османската империя и с това разпад на рум миллета. По българските земи се развива процес на национално Възраждане. В резултат на започналите църковно-национални борби през 1861 г. бива призната Българската уния, а през 1870 г. и самостоятелна Българска екзархия и така е признат отделен Булгар миллет или български народ. Този процес на разпадането на милетската система през 19 век съвпада със създаването и укрепването на Третата българска държава, в която се влива голяма част от Булгар миллета. По стечение на историческите обстоятелства, част от Булгар миллета се откъсва от българската нация и става част от други нации. Малка част от мюсюлманския миллет в лицето на българите мюсюлмани, също се включва в създаването на българската нация.

## Вероизповедания
Религиозните българи се определят предимно като православни християни, а ислям изповядват около 130 000 души. Малка част изповядва римокатолицизъм, както е при банатските българи, протестантство или други религии.

## Език
Българският език е индоевропейски език от групата на славянските и южнославянските езици. Той е официалният език на Република България и един от 24-те официални езика на Европейския съюз. Българският език е плурицентричен език – има няколко книжовни норми. Наред с основната, използвана в България, съществуват македонска норма, която също използва кирилица и банатска норма, на основата на източнородопските, рупски говори, която използва латиница.

### Сродни езици
Езикът на българите е сроден с езиците на другите южни славяни – сърби, хървати, бошняци, словенци, черногорци. На много литургии в православни църкви се използва един църковнославянски език при българите, сърбите, черногорците, руснаците, украинците и беларусите.

### Етнография
Българите в България се делят на няколко етнографски групи, при които се срещат някои различия в говора, обичаите, носиите, битовата култура, музиката и прочее. Седемте най-големи групи са: рупците, полянците, балканджиите, шопите, македонците, тракийците и добруджанците. По-малки групи са: загорците, капанците (вкл. гребенците), тронките, съртовците, торлаците и шиковците, докато задгранични групи са: малоазийските българи, македонците във Вардарска и Егейска Македония самоопределящи се като българи и шопите в сръбската и северномакедонската част на Шоплука самоопределящи се като българи.

## Култура

### Музика
Българската музика, наред с българския език е основна етноопределяща черта на българската култура. Тя е съществен принос на българите към европейската и световна музикална култура. Съдържа характерни особености (неравноделни тактове, безмензурни мелодии, оригинален инструментариум), които са уникални и непознати в музиката на европейските народи.
За да бъде една музикална творба класифицирана като българска, трябва да е съобразена с няколко основни изисквания, т.е. музикалните изразни средства да носят български черти:
1. Да има типичен български метро-ритъм.
2. Да притежава българска ладово-тонална мелодика.
3. Ако е вокална творба, да е на български език.

България е разделена в няколко етнографски области, всяка от които има своите особености по отношение на песенно-танцовия фолклор. Най-общо фолклорните области в България са седем:
- Северняшка

Северняшката фолклорна област обхваща Северна България (без Лудогорието и Южна Добруджа). Географски областта включва две подобласти – Дунавската равнина и северната част на Старопланинската зона. Границите на областта се очертават на север от румънската граница, на юг от Стара планина, на запад от сръбската граница и на изток от Южна Добруджа, Лудогорието и Черно море.
- Добруджанска

Добруджанската фолклорна област заема територията на историко-географската област Добруджа (вкл. Лудогорието), която освен в България се намира и в Румъния. На север е оградена от Дунав, на юг и запад от Северняшката фолклорна област, а на изток от Черно море.
- Шопска

Шопската фолклорна област включва земите на областта Шоплук, която освен в България се намира и в Сърбия и Северна Македония.
- Тракийска

Тракийската фолклорна област обхваща историко-географската област Тракия (без Родопите и Странджа), която освен в България се намира и в Турция и Гърция. Най-вече заради различия в танцовия фолклор обикновено бива поделена в две подобласти, едната подобласт включва Пазарджишко и Пловдивско, а другата Старозагорско, Хасковско, Ямболско, Сливенско, северната част на Бургаско, южната част на Лозенградско, вилаетите Родосто и Одрин и демите Орестиада и Димотика.
- Странджанска

Странджанската фолклорна област заема територията на планината Странджа, която освен в България се намира и в Турция. По отношение на танцовия фолклор не се различава особено от този в източната част на Тракия, поради което понякога е разглеждана като трета подобласт на Тракия. И все пак музикалният фолклор на Странджа е доста характерен и различим от този в източната част на Тракия, вследствие на което много изследователи я разглеждат като отделна фолклорна област.
- Македонска

Македонската фолклорна област включва земите на почти цялата историко-географска област Македония, която освен в България се намира и в Гърция и Северна Македония.
- Родопска

Родопската фолклорна област обхваща планината Родопи, която освен в България се намира и в Гърция.

### Изкуство
Българското изкуство се отнася до всички форми на изкуство, правени в България и от български художници, също и в други точки на света.
Най-ранните прояви на изкуство по българските земи датират от бронзовата епоха. Има останки от произведения на изкуството от старогръцката епоха (VIII-VII век пр. н.е.), римската епоха (ΙΙΙ век пр. н.е.) и късната античност.
Българското изкуство има различни периоди на своето развитие. Негови предшественици, които го повлияват, са тракийските мозайки и изображения, златни накити и съдове и пр. Следват периодът на средновековното християнско изкуство, което е почти изцяло фокусирано върху иконостасните изображения, светските художествени изображения от Възраждането, изкуството след Освобождението, социалистическият реализъм в изкуството и съвременното българско изкуство.

### Архитектура
Архитектурата заема важно място в културното развитие на народите, населявали българските земи. Територията на България е богата с разнообразни архитектурни паметници, построени от различни народи при различни епохи. Развитието на архитектурата в България минава през седем периода: от възникването ѝ до създаването на българската държава (VII век), средновековна българска държава (VII – XIV век), османско владичество (края на XIV – втората половина на XVIII век), Възраждане (втората половина на XVIII – 1877), от Освобождението (1878 – 1944), 1945 – 1980, 1980 – до наши дни.

### Кино
За начало на кинематографията в България се счита филмът на Васил Гендов „Българан е галант“ (1915). От 1915 до 1948 година (когато се национализира кинопроизводството) са създадени 55 филма. По време на Отечественофронтовската власт се предпочитат филми с историческа и идеологическа насоченост, като се осъществява строг контрол от държавата и някои филми са спирани или сваляни от екраните. Най-голямото студио по това време е киностудио „Бояна“.
През 1997 г. започва историята на Международния София Филм Фест, който през 2010 година е акредитиран от Международната федерация на асоциациите на филмовите продуценти (FIAPF) като фестивал с конкурс за първи и втори игрални филми. София Филм Фест е включен в класацията на сп. „Варайъти“ (Variety) на 50-те топ фестивала, които не бива да се пропускат.

### Обреди и обичаи
Българите имат много обреди и обичаи, част от които са уникални, които произлизат от съчетаването на езическите и християнските разбирания за света и космоса. Те обикновено са подредени в календарна последователност. Най-известни са сурвакането – характерен за Нова година обичай, известен в цялата страна; хамкането – изпълняван на Сирни заговезни, когато всички в семейството се опитват да уловят само с уста сварено обелено яйце, халва или въглен, завързани на края на конец, закачен на тавана, който се върти около трапезата. Мартеници се връзват за здраве на първи март, когато започва краят на зимата. Характерни за българското народно творчество са уникални килими, народна керамика, украшения и облекло (сред което особено популярни са народните носии, създавани като произведение на изкуството, както и традиционните цървули). Музикални инструменти, на които се изпълнява българска народна музика, са гайда, кавал, гъдулка, тъпан, тамбура и тарамбука. Народните песни са най-често обредни, юнашки, хайдушки, исторически и социално-битови, но най-стари всъщност са митичните, първите сведения за които има от IX в., които отразяват анимистичните разбирания на българите, преди покръстването за слънцето, самодивите, орисниците, змейовете и ламите.
Лазаруването е най-важната традиция в обредната система от момински пролетни обичаи. Тогава се събира цялото село и потенциалните свекърви и ергените оглеждат нагиздените моми, за да изберат своите бъдещи снахи и съпруги. Великден, Възкресение Христово, е най-значимият религиозен празник. Датата на Великден зависи от първото пълнолуние след деня на пролетното равноденствие. Червени великденски яйца се боядисват на Велики четвъртък. С първото боядисано в червено яйце бабата чертае кръстен знак по челата на децата, за да са здрави и румени през годината. На Велики Четвъртък се подновява квасът и се замесва тестото за великденските хлябове и козунаци. През празничните дни се играят хора, а момите и ергените връзват люлки и се люлеят, като пеят обредни песни.
Коледуването е най-значимият в обредно отношение зимен празник и сред най-големите годишни празници, известни по цялата българска етническа територия. Коледарите пеят за щастие в семейството и придобивки в стопанството.
Кукерските обреди се осъществяват от мъже, предрешени като зверове или типични персонажи (бабата, дядото, царят, бирникът), винаги с маски на главите, често с чанове на пояса и с кожуси с козината навън. Те танцуват по улиците, за да изплашат лошите сили и да пропъдят студа и извършват обредни действия като оран, сеитба и други за плодородие и здраве.
Нестинарството е танц на босо в жарава, но в него има религиозен смисъл. Обичаят днес е автентично запазен в няколко странджански села, сред които се отличават тези в Българи и Кости.

### Статии
- Иван Дуриданов, Произходът на името българи. В: Отечествен фронт, 35/9951, 11 февруари 1977